# سیارک ۱۲۳۸۸
سیارک ۱۲۳۸۸ (به انگلیسی: 12388 Kikunokai، نامگذاری:1994VT6) دوازده هزار و سیصد و هشتاد و هشتمین سیارک کشف شده‌است که در ۱ نوامبر ۱۹۹۴ کشف شد.
قدر مطلق سیارک برابر ۲۶.۹ است.